# Калан

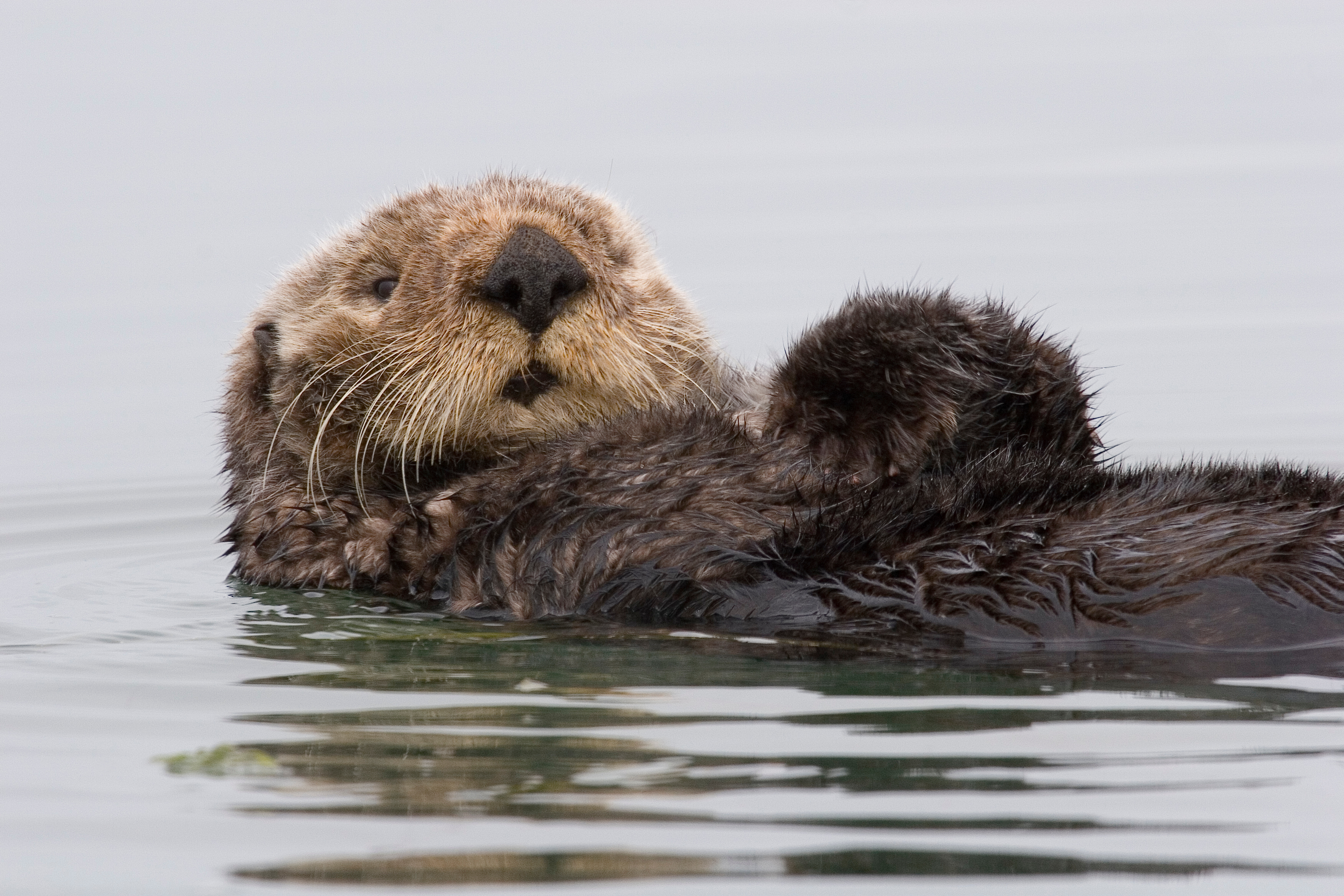
Калан (Enhydra lutris) в бухте Морро (бухта)

Кала́н (лат. Enhydra lutris, также морская вы́дра, камчатский бобр) — хищное морское млекопитающее; вид, входящий вместе с выдрами в семейство куньих. Использующееся изредка название «морской бобр» некорректно с точки зрения систематики, поскольку бобр относится к отряду грызунов, а калан — к отряду хищных.
Взрослые самцы каланов могут весить от 27 до 39 кг, а самки — от 16 до 27 кг. Самцы имеют длину от 1,2 до 1,5 м, а самки — от 1 до 1,4 м.
Большую часть времени проводят на морском мелководье, изредка выходя на сушу. Роды могут происходить как на суше так и в воде. Новорождённый детёныш не приспособлен к самостоятельной жизни и длительное время растёт, находясь на животе своей матери. Привычки калана в еде заслуживают особого внимания: он использует для добычи и открытия раковин тщательно отбираемые по форме и размеру камни, что делает его одним из немногих видов животных, которые умеют использовать орудия труда. На большей части ареала он является ключевым видом, контролирующим популяции морских ежей, которые в противном случае нанесли бы значительный ущерб экосистемам ламинарии. Охотится калан в основном на морских беспозвоночных, таких как морские ежи, различные моллюски и ракообразные, а также некоторые виды рыб. Его диета включает, среди прочего, гребешков, из-за чего человек также истреблял калана. Очень плотный мех (эталон плотности и носкости), смазанный секретом желез, хорошо защищён от намокания и служит прекрасным барьером от переохлаждения. В XVIII—XIX веках этот мех стал причиной массовой охоты, в результате чего вид оказался на грани исчезновения. В 1911 году было принято международное соглашение, запрещающее охоту на каланов, калан был занесен в Красную книгу СССР, а также в охранные документы других стран. Охота на каланов практически запрещена во всех регионах мира. На каланов разрешено охотиться только коренному населению Аляски — алеутам, причём исключительно для поддержания народных промыслов и питания, исторически сложившихся в данном регионе. Каланы обитают в северной части Тихого океана в России, США и Канаде, отдельных особей периодически встречают в Японии у острова Хоккайдо.

## Изучение и классификация

### История изучения

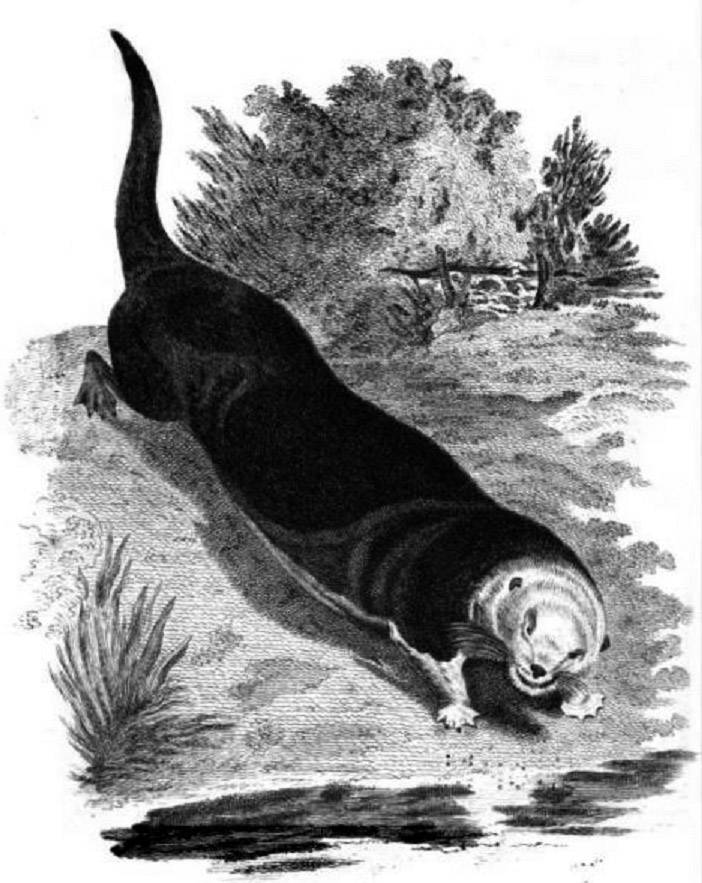
Зарисовка калана по описанию Стеллера, XIX век

Первое научное описание калана было выполнено Георгом Стеллером. Георг Стеллер принимал участие во Второй Камчатской экспедиции под командованием Витуса Беринга. Корабль экспедиции потерпел крушение у Командорских островов, и моряки были вынуждены провести зиму 1741—1742 годов на самом крупном из островов этого архипелага, который впоследствии был назван островом Беринга. Благодаря охоте на морских животных, в частности на каланов, многие члены экспедиции смогли выжить в тяжелейших зимних условиях (из 78 человек в живых осталось лишь 47, среди погибших был и сам Беринг). Георг Стеллер был натуралистом экспедиции и вёл регулярные записи. Спустя 10 лет, уже после смерти Стеллера, Императорской Академией Наук был опубликован его труд «De Bestiis Marinis, or The Beasts of the Sea», содержащий подробное описание морских животных острова, в том числе очень подробное многостраничное описание калана. Это издание XVIII века стало основным источником по каланам на следующие 200 лет, так как до тридцатых годов XX века изучением калана в природе больше никто не занимался. С 1751 года ряд исследователей на основании описания Стеллера и доставленных в Европу шкур и скелетов каланов предприняли попытки классификации этого животного. В связи с тем, что каланы обладают набором уникальных морфологических особенностей, которые отдаляют их от других видов, классификация каланов неоднократно пересматривалась. Так, сам Стеллер, а следом за ним Иоганн Эркслебен относили калана к роду выдр (лат. Lutra). Карл Линней отнёс калана к роду Mustela, а Паллас объединял каланов с тюленями в род Phoca. В середине XIX века калан, наконец, был выделен в обособленный род Enhydra (название рода введено шотландским натуралистом Джоном Флемингом в 1822 году), однако научная полемика о целесообразности объединения этого рода с выдрами в общее подсемейство выдровые (Lutrinae) продолжалась до середины XX века, и в настоящее время род Enhydra всё-таки включён в это подсемейство. Окончательный вывод о классификации каланов помогло сделать изучение ископаемых остатков выдр миоцена и плиоцена Potamotherium dubia, Aonyx hessica и Enhydra reevei, признанных связующими формами между современным каланом и другими родами этого подсемейства.
Уникальность каланов, скудность палеонтологических данных и, как следствие, длительные разногласия о классификации каланов привели к значительному разнообразию латинских названий калана, использовавшихся ранее:

#### Сводка старинных латинских названий калана
| Латинское название | Значение                  | Имя исследователя, год                                       |
| ------------------ | ------------------------- | ------------------------------------------------------------ |
| Lutra marina       | «Выдра морская»           | Steller, 1751; Erxleben, 1777                                |
| Mustela lutris     | «Куница (ласка) выдровая» | Linnaeus, 1758                                               |
| Lutra gracilis     | «Выдра стройная»          | Bechstein, 1800                                              |
| Phoca lutris       | «Тюлень выдровый»         | Pallas, 1811—1831                                            |
| Pusa orientalis    | «Нерпа восточная»         | Oken, 1816                                                   |
| Enhydra Stelleri   |                           | Fleming, 1822                                                |
| Latax lutris       |                           | Gloger, 1827; Stejneger, 1898[страница не указана 1431 день] |
| Lutra Stelleri     | «Выдра Стеллера»          | Lesson, 1827                                                 |
| Enhydris lutris    |                           | Lichtenstein, 1827                                           |
| Engydris marina    |                           | Brandt, 1880                                                 |
| Enhydra lutris     |                           | Современное общепринятое название                            |

### Современнаятаксономияи эволюция каланов
Вид Enhydra lutris — единственный представитель рода Enhydra семейства Mustelidae. Калан — самый крупный представитель куньих (размерами с ним может сравниться бразильская, или гигантская выдра (Pteronura brasiliensis)) и, в то же время, является одним из самых мелких морских млекопитающих. Среди морских млекопитающих каланам уступают по размеру лишь дельфин Коммерсона (лат. Cephalorhynchus commersonii), а также малоизученная и редкая кошачья выдра (лат. Lontra felina) из Южной Америки. Внутри семейства куньих калан объединён с выдрами в подсемейство Lutrinae, поскольку считается, что каланы имеют общего предка с обыкновенными выдрами и с восточной бескоготной выдрой, которая, как и калан, выделена в отдельный род подсемейства Lutrinae. Этим предком, жившим в Евразии, долгое время считался ископаемый вид Potamotherium valletoni миоценовой эпохи, однако последние исследования показали, что этот вид является лишь очередным «связующим звеном», что отодвигает вероятного общего предка подсемейства Lutrinae ещё далее в прошлое, в ранний миоцен. Более поздний (миоцен-плиоцен) общий с выдровыми предок калана — Enhydriodon, вероятный плиоценовый предок калана Enhydra reevei предположительно питался только моллюсками. Наиболее ранние находки современного Enhydra lutris отнесены к плейстоценовой эпохе. Возможно, предок калана первоначально обитал в западной Европе и северной, северо-восточной Африке, проникновение калана в Пацифику произошло в среднем плейстоцене.
Диплоидный набор калана составляет 38 хромосом.

### Подвиды каланов
В настоящее время являются общепризнанными три подвида каланов:
- Калан обыкновенный, или Калан азиатский, лат. Enhydra lutris lutris (Linnaeus, 1758)[9]. Обитает на Курильских островах, Командорских островах и на восточном побережье Камчатки.
- Калан калифорнийский, или Калан южный[26], лат. Enhydra lutris nereis (Merriam, 1904)[27]. Обитает у берегов центральной Калифорнии.
- Калан северный, лат. Enhydra lutris kenyoni (Wilson, 1991)[28]. Обитает на Алеутских островах и на южной Аляске.

В прошлом некоторые исследователи считали, что необходимо различать калана обыкновенного с Командорских островов и так называемого «камчатского калана», обитающего на Камчатке и Курильских островах. Для камчатского калана были предложены два варианта латинского названия подвида: Enhydra lutris gracilis (Bechstein 1799) и Enhydra lutris kamtschatica (Dybowski, 1922), а также составлен список его отличительных особенностей, однако широкого признания эти работы не получили, и сейчас выделяют лишь три подвида. Возможная путаница в вопросе разделения калана на подвиды внесена тем обстоятельством, что исследования каланов долгое время проводились независимо советскими учёными вдоль восточных берегов России и западными учёными вдоль берегов западных Аляски, Канады и Калифорнии. В настоящее время в результате совместных исследований, осуществлённых учёными разных стран, была определена граница между ареалами обыкновенного и северного каланов, которая в точности совпадает с границей между Россией и США. Возможно, что дальнейшие совместные исследования на Командорских островах внесут большую ясность в этот вопрос.

### Названия каланов
Слово «кала́н», вошедшее в русский язык, имеет корякское происхождение: по-корякски кала́га (кола́ха) означает «зверь». До этого в русском языке обычно использовалось название «морской бобр», реже «камчатский бобр» или «морская выдра». Охотники Севера также использовали ряд специфических терминов: «медведка» для новорожденных каланов (до 6 месяцев), «кошлак» для годовалых каланов, а также ряд названий калана, заимствованных из языков народов Севера и Курильских островов, включая алеутское «чна́тох», камчадальские «ке́йкоч» и «какку», курильское «кайку», айнское «тра́чка» и японское «ракко» (яп. 猟虎).
Благодаря действиям Русско-американской компании, которая занималась промыслом каланов в XVIII—XIX веках и основала в Калифорнии русско-алеутское поселение Форт-Росс для охоты за калифорнийскими каланами, корякское слово «кала́н» вошло также в английский язык (англ. kalan), но сохранилось в употреблении лишь до конца XIX века. В настоящее время в английском языке, как и во многих европейских языках, каланы называются «морскими выдрами» (англ. sea otter).

## Описание

### Размеры, продолжительность жизни
Калан — относительно крупное животное: его длина достигает полутора метров, масса — 45 кг. Самцы крупнее самок: они обычно тяжелее на 35 % и длиннее на 10 %. Взрослые самцы имеют массу от 22 до 45 кг, вырастают в длину от 120 до 150 см. Взрослые самки калифорнийского калана имеют массу от 14 до 36 кг, вырастают в длину от 100 до 140 см.
Детёныши рождаются весом около 1,5 кг и длиной около 55 см (с хвостом). Полугодовалое животное (в таком возрасте называемое «кошлак») уже весит до 11 кг. Размеров взрослой особи калан достигает в течение следующих трёх лет жизни. Живут каланы в среднем 9—11 лет, реже — до 23 лет. В неволе в некоторых случаях жили свыше 20 лет.

### Строение тела
По форме головы и общему строению тела калан напоминает речную выдру. Однако каланы имеют более вытянутое и значительно более массивное туловище цилиндрической формы. Шея у каланов короткая, толстая, голова округлая, с небольшими ушами и длинными вибриссами. Шкура калана сидит на нём как бы мешком, образуя многочисленные складки.

#### Голова
Голова каланов округлая, морда кажется немного притуплённой из-за крупного носа и сильного развития верхней губы. У многих особей окраска головы с возрастом меняется с бурой до светло-палевой или почти белой. Вибриссы для каланов являются важными органами осязания. Они имеют белую окраску и располагаются на щеках, на верхней губе и над глазами. Длина вибрисс на верхней губе составляет 50—70 мм, над глазами до 30 мм. Затылок почти всегда сохраняет тёмно-бурый цвет. Челюсти у калана мощные, снабжены сильными мышцами и укорочены для усиления сжатия — приспособлены к прокусыванию и разжёвыванию твёрдой пищи. Мозг развит хорошо, показатель ёмкости мозговой полости[прояснить] составляет 5,80 (у речной выдры — 4,63).
|      | Нос        | Ухо |
|      |            |     |
|      |            |     |
| Глаз | Рот и зубы |     |
|      |            |     |

Нос свободен от шерсти и имеет чёрный цвет. Ноздри косо разрезанные, щелевидные. При погружении в воду эластичные стенки ноздрей смыкаются, и вода не попадает в нос.
Ушные раковины каланов напоминают ушные раковины ушастых тюленей (Otariidae). Они сильно редуцированы, сужаются к наружной стороне, а с внутренней стороны сходятся в трубку, переходящую в слуховой проход. При погружении в воду ушная раковина калана замыкается эластичными стенками, что не даёт воде попасть внутрь уха.
Глаза у калана небольшие, как правило, светло-бурого цвета у молодых особей и чёрно-коричневого — у взрослых. Каланы обладают уникальной среди млекопитающих приспособленностью зрения к полуводному образу жизни. Благодаря этому калан может легко фокусировать взгляд как на подводных, так и на надводных объектах и обладает эмметропическим зрением как в воде, так и на воздухе. Вместе с тем калан, в отличие от других выдр, лучше видит предметы, находящиеся в нижней части поля зрения, что в большей степени свойственно наземным куньим.
Строение зубов калана нехарактерно для куньих и большинства хищных млекопитающих. У калана имеется только две пары нижних резцов (зубная формула: {\displaystyle {\begin{matrix}{\frac {3}{2}}\end{matrix}}}), в чём он сходен с большинством ластоногих, в то время как у остальных хищных {\displaystyle {\begin{matrix}{\frac {3}{3}}\end{matrix}}}. Каланы рождаются с уже прорезавшимися 26 зубами: {\displaystyle i\ {\frac {3}{2}}\ c\ {\frac {1}{1}}\ pm\ {\frac {3}{3}}=26}. Полная зубная формула взрослого калана: {\displaystyle i\ {\frac {3}{2}}\ c\ {\frac {1}{1}}\ pm\ {\frac {3}{3}}\ m\ {\frac {1}{2}}=32}, хотя отмечены редкие случаи, когда число зубов у каланов достигало 34. Их широкие уплощённые коренные зубы приспособлены скорее для разжёвывания твёрдых моллюсков или панцирей крабов, чем для удержания юрких рыб, в отличие от зубов других выдр.

#### Конечности и хвост
Передние конечности калана сильно укорочены. Лапы передних конечностей немного напоминают собачьи лапы. Нижняя часть передней конечности не разделена на подушечку и пальцы, а представляет собой сплошную вздутую площадку чёрного цвета. Когти на передней лапе втягивающиеся, они достигают 10 мм, но у взрослых каланов сильно сбиты, хотя у молодых каланов (медведок) они острые и сильно скруглённые внутрь. Подушечки лап передних конечностей являются для каланов (наряду с вибриссами) важными органами осязания.
Задние конечности калана сильно сдвинуты назад, пальцы на них соединены вместе до последней фаланги, что превращает задние конечности в подобие ласт. Наружный палец на задних конечностях у каланов самый длинный, остальные постепенно уменьшаются ко внутреннему пальцу — самому короткому. Это соотношение длин пальцев у калана отличает их от многих других млекопитающих, у которых пятый палец (мизинец), наоборот, самый короткий. Когти на лапах задних конечностей достигают 12 мм, у взрослых особей также сильно сбиты.
|  |  | Передняя лапа калана (слева) и задняя лапа (справа). Пальцы на обеих конечностях у каланов сросшиеся, причём на задней конечности срастание происходит вплоть до последней фаланги: таким образом, задняя конечность превращается в подобие ласты. Длины пальцев задней конечности каланов изменяются в обратном порядке по сравнению с большинством млекопитающих, постепенно уменьшаясь от пятого пальца к первому. |

Хвост у калана относительно короткий, толстый и мускулистый. Его длина обычно составляет 30—36 см, ширина 6—7 см, толщина 4—5 см. Калан использует хвост при плавании в качестве руля.

#### Скелет
Скелет калана адаптирован таким образом, чтобы животное могло проявлять большую гибкость. Позвоночник калана состоит из 50—51 позвонка, из которых 7 шейных, 14 грудных, 6 поясничных, 3 крестцовых и 20—21 хвостовых. Поясничные позвонки имеют наклонное положение остистых отростков, что обеспечивает калану дополнительную гибкость. Грудная клетка состоит из 14 пар рёбер, из которых десять пар подвижно соединены с грудиной. Строение костей конечностей также обеспечивает животному гибкость. Развитие бедра мощное, большая берцовая кость толстая, малая берцовая кость очень тонкая. Фаланги пальцев уплощённые. В целом кости калана более прочные, чем у речной выдры. Иногда кости калана со временем окрашиваются в бледно-фиолетовый цвет, что вызвано поеданием морских ежей.
Череп калана укороченный, с «обрубленной» формой передней части и развитыми скуловыми дугами и затылочным и продольным гребнями. Носовые раковины очень увеличены и обладают сложной структурой, что связано с особенностями дыхания при нырянии.

#### Внутренние органы
Внутренние органы калана несут явные черты приспособленности к его образу жизни: многие органы увеличены по сравнению с соответствующими органами других млекопитающих (в процентном отношении к массе тела). Желудок калана очень велик и имеет на стенках многочисленные складки. Кишечник очень длинный и превосходит длину тела более чем в 10 раз. Общий вес пищеварительного тракта у каланов достигает 15,5 % от массы тела. Печень состоит из 5—6 долей, велика (до 8 % от массы животного) и снабжена желчным пузырём. Велика и поджелудочная железа, также разделённая на несколько лопастей. Таким образом, органы пищеварения по своей структуре ближе к органам всеядных животных, чем к органам пищеварения типичных хищников. Почки калана также большого размера (до 2,8 % от массы тела), они обеспечивают каланам возможность потреблять морскую воду. Как и другие морские млекопитающие, в частности ластоногие и китообразные, каланы не пьют воду, в том числе и морскую, но она попадает в пищеварительный тракт калана с пищей и может попадать при вылизывании меха. Объём лёгких калана в 2—4 раза превышает относительный объём лёгких у ластоногих, что позволяет им, с одной стороны, нырять на большую глубину, с другой стороны — свободно удерживаться на воде (согласно закону Архимеда), удерживая в лёгких значительное количество воздуха. Лёгкие калана достигают 6 % от массы животного, но умещаются в грудной клетке, так как каланы имеют косую диафрагму (спинная часть грудной клетки увеличена и превышает брюшную). Сердце у каланов обычное (до 1 % от массы тела), с усиленным развитием желудочков; мочевой пузырь небольшой. У каланов отсутствуют потовые железы, предназначенные для идентификации или мечения территории.

### Мех

#### Структура
Мех калана исключительно густой. Его плотность — до 45 тысяч волос на см² — обеспечивает наличие воздушной прослойки и защищает животное от холода. Каланы, в отличие от других морских млекопитающих, например тюленей и китов, не имеют подкожного слоя жира (ворвани), и поэтому в вопросе сохранения тепла зависят исключительно от своего меха. Шкура калана «сидит» на животном свободно, образуя многочисленные складки. Например, под каждой из передних лап у каланов есть складки, достаточные для временного хранения различной добычи во время затяжных придонных ныряний.
Мех калана состоит из остевых (менее 1 % от общего числа) и пуховых волос. Калан регулярно поддерживает чистоту остевых волос, как бы причёсываясь, что позволяет сохранять пуховые волосы сухими, обеспечивая воздушную прослойку. Каланы также имеют большое число скваленовых сальных желёз, усиливающих несмачиваемость пуховых волос. Остевые волосы — прямые, они имеют длину от 15 до 45 мм, толщину от 40 до 175 мк. Пуховые волосы извиваются, имеют длину от 8 до 30 мм, толщину от 5 до 19 мк.
Плотность меха слегка варьируется в летнее и зимнее время, но каланы не имеют ярко выраженных периодов линьки: замена волос идёт круглый год, лишь слегка увеличивая интенсивность в весенне-летний период. Кроме этого, меховой покров брюшной части несколько плотнее, чем на остальных участках тела каланов, что особенно заметно на молодых особях, чей брюшной мех ещё не стёрт от передвижений по камням. Мех самок слегка отличается по структуре от меха самцов и считается более нежным.
Исключительная плотность меха животного способствовала тому, что каланьи шкурки высоко ценились для производства меховой одежды, что привело к массовому истреблению каланов в XVIII—XIX веках.

#### Окраска
Окраска каланов варьируется от почти рыжей до почти чёрной с преобладанием тёмно-бурых особей, однако отдельные участки тела, особенно голова, «седеют» с возрастом особи. Изредка встречаются альбиносы полностью белого цвета, ещё реже меланисты, то есть особи полностью чёрного цвета. В целом участки шкуры калана, не подверженные «седине», с возрастом темнеют обычно от рыжеватых оттенков к тёмно-коричневым и чёрным, а участки, подверженные «седине», особенно голова, наоборот, светлеют. Таким образом, у каланов с возрастом увеличивается контрастность окраски. Исследователи не обнаружили половых различий в окраске каланов. У обыкновенных каланов (особенно у так называемых «камчатских») в летний период наблюдается «выгорание» (порыжение) волос.
|  |  |  |

## Распространение

### Историческое распространение
На основании многочисленных свидетельств путешественников XVIII—XIX веков исследователи предполагают, что первоначально каланы обитали непрерывной дугообразной полосой по северному побережью Тихого океана: начиная от середины полуострова Нижняя Калифорния в Мексике (около 27° с. ш.), далее на север вдоль западного побережья США и Канады, затем параллельно 60° с. ш. вдоль южного берега Аляски и вдоль цепи Алеутских и Командорских островов, затем на юг вдоль восточного побережья Камчатки, вдоль гряды Курильских островов вплоть до северной части японского острова Хонсю (около 40° с. ш.).

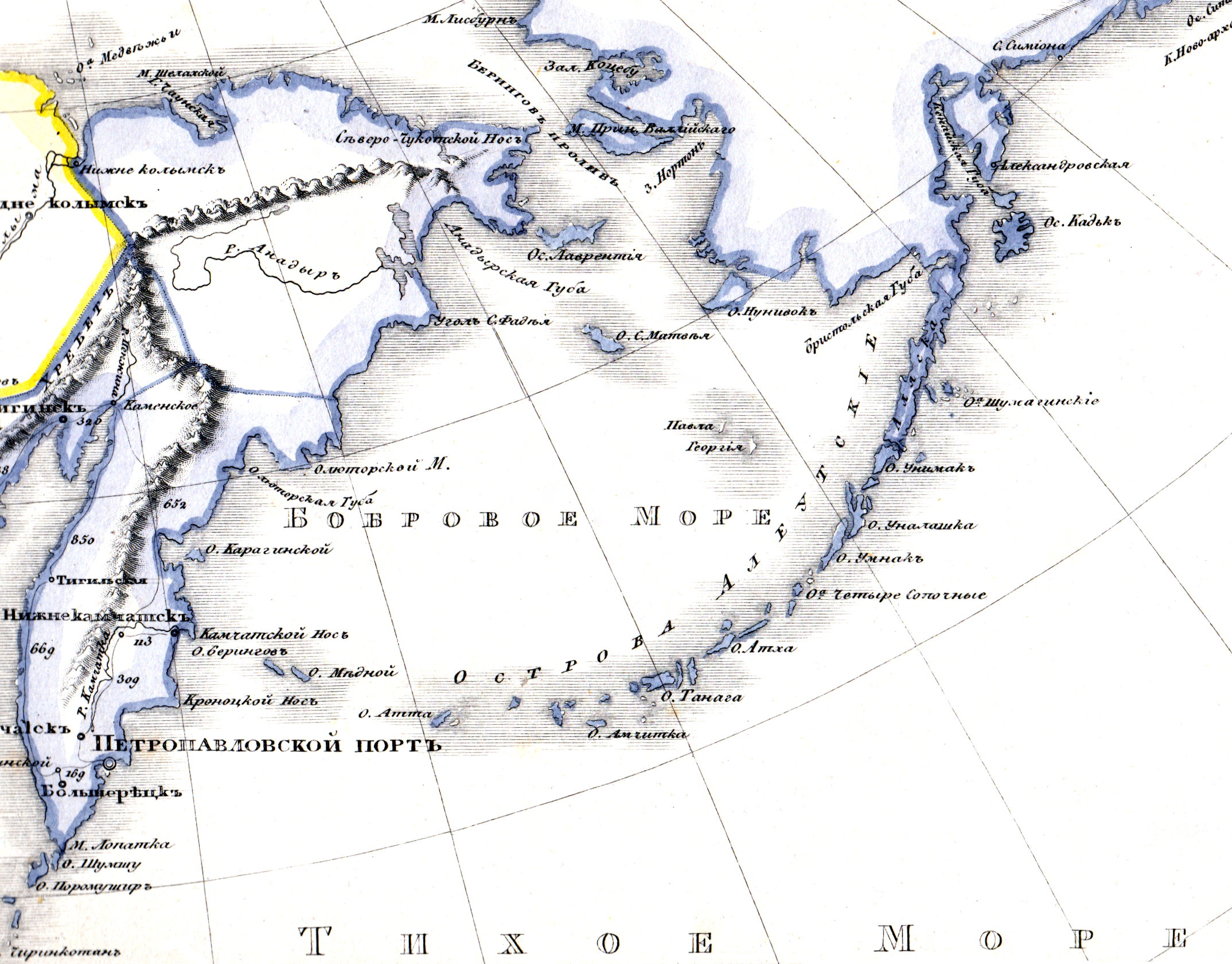
Бобровое море, 1833

Исторически ряд географических объектов был назван в связи с высокой численностью каланов, обитавших в их районе. Например, Берингово море на русских картах называлось ранее «Бобровым морем», река Камчатка носила ранее название «Каланка», рифы острова Медный до сих пор носят название «Бобровых столбов», а один из Курильских остров, ныне принадлежащий России, — Уруп — на японском языке ранее назывался «Rakkoshima» то есть «остров каланов».
Массовое истребление каланов, продолжавшееся с середины XVIII века, превратило к началу XX века непрерывную полосу обитания животного в небольшие разрозненные участки, главным образом в зонах, исключительно труднодоступных для человека. По разным оценкам, до начала массового истребления в мире жило от нескольких сот тысяч до миллиона каланов, однако к началу XX века в мире насчитывалось всего около 2000 особей.

### Современное распространение
В настоящее время, в связи с повсеместным запретом охоты на каланов, их численность по сравнению с началом XX века существенно увеличилась. Кроме этого, и в СССР, и в США, и в Канаде в 1950—1960-е годы был предпринят ряд усилий по расселению каланов в места, где они обитали ранее. Эти усилия имели лишь частичный успех: область обитания каланов остаётся прерывистой, местами спорадической. Каланы, тем не менее, сохранились на российском Дальнем Востоке, у берегов Аляски, Канады и у побережья Калифорнии, основные запасы калана сосредоточены в США и в России. По данным на 2006 год в России насчитывалось около 12,5—15 тысяч особей. В 2014 году численность каланов на Аляске оценивалась примерно в 55 тыс. особей, в штатах Вашингтон и Орегон — в несколько тысяч, у берегов Калифорнии в 2016 году — около 3 тысяч. В Канаде в Британской Колумбии обитает около 6 тыс. особей, несколько особей каланов также наблюдали в Японии. Таким образом, по состоянию на 2010-е годы в мире обитает около 80 тыс. каланов, что составляет менее 30 % от их численности в середине XVIII века.

### Содержание каланов в неволе
С начала XX века в СССР предпринимались попытки содержания калана в неволе, главным образом направленные на то, чтобы поставить производство меха на промышленную основу. Первоначальные опыты тридцатых годов прошли неудачно: нарушения в рационе питания, несоблюдение чистоты воды сразу приводили к различным смертельным заболеваниям животных — от различных кишечных инфекций до воспалений лёгких.

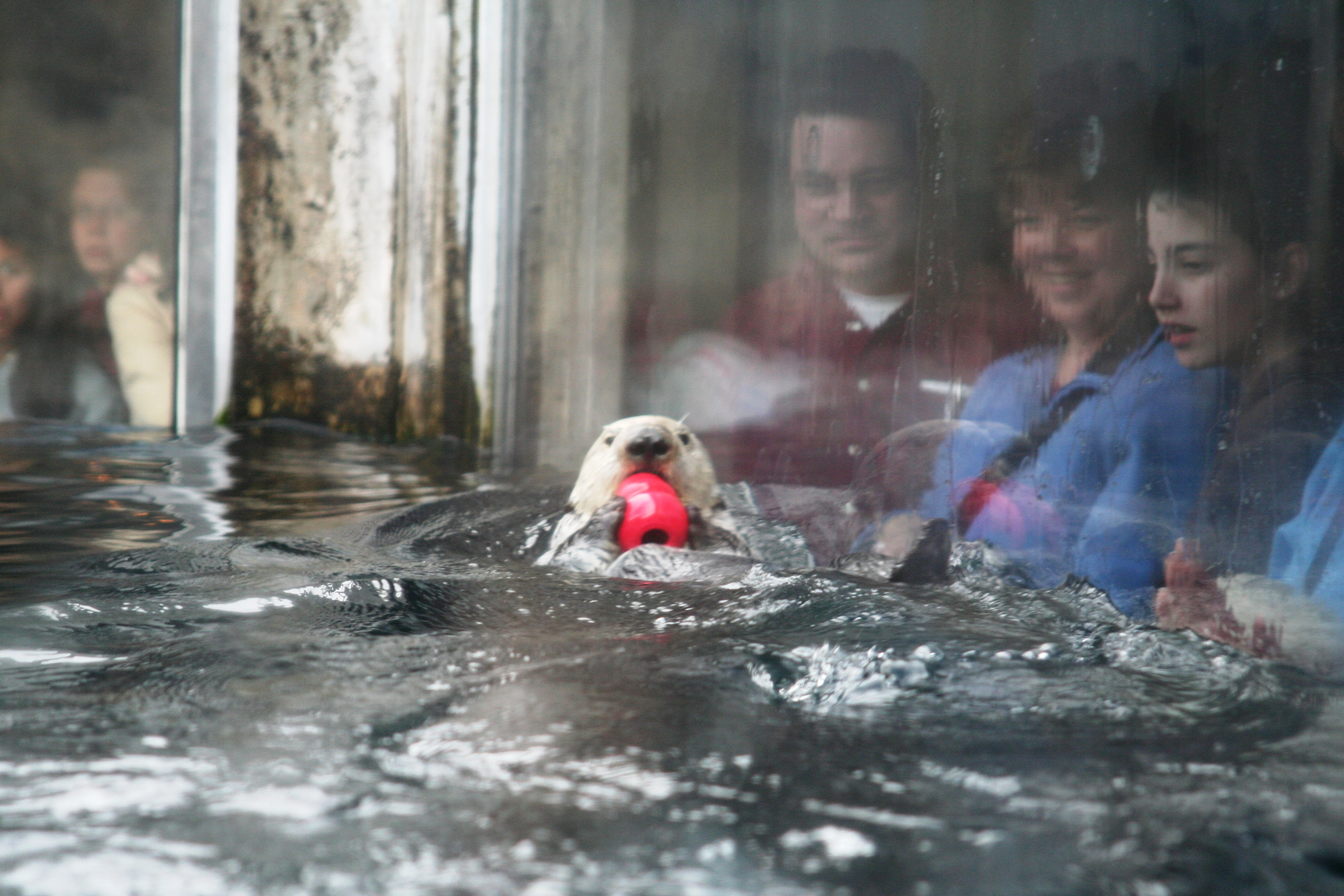
Калан в аквариуме Монтерея, Калифорния

К 1940-м годам учёные учли накопившийся опыт, и им удалось построить вольер таким образом, чтобы обеспечить проточность морской воды, а также составить правильный рацион животного. С 1938 по 1941 годы несколько каланов благополучно прожили в таком вольере, однако с началом Великой Отечественной войны вольер пришлось закрыть, а каланов выпустить на волю. Одновременно стало ясно, что для содержания каланов в неволе требуются существенные усилия и значительные затраты, а это поставило под сомнение экономическую эффективность разведения животных.
В настоящее время каланы содержатся в неволе лишь с целью изучения, а также для демонстрации в ряде зоопарков (аквариумов) в Северной Америке, Японии и Европе. В частности, калана можно увидеть в аквариумах Сиэтла, Ванкувера, Чикаго, Ньюпорта, Монтерея, Нью-Йорка, Лиссабона, Осаки, Антверпена и других городов.

## Поведение каланов

### Образ жизни

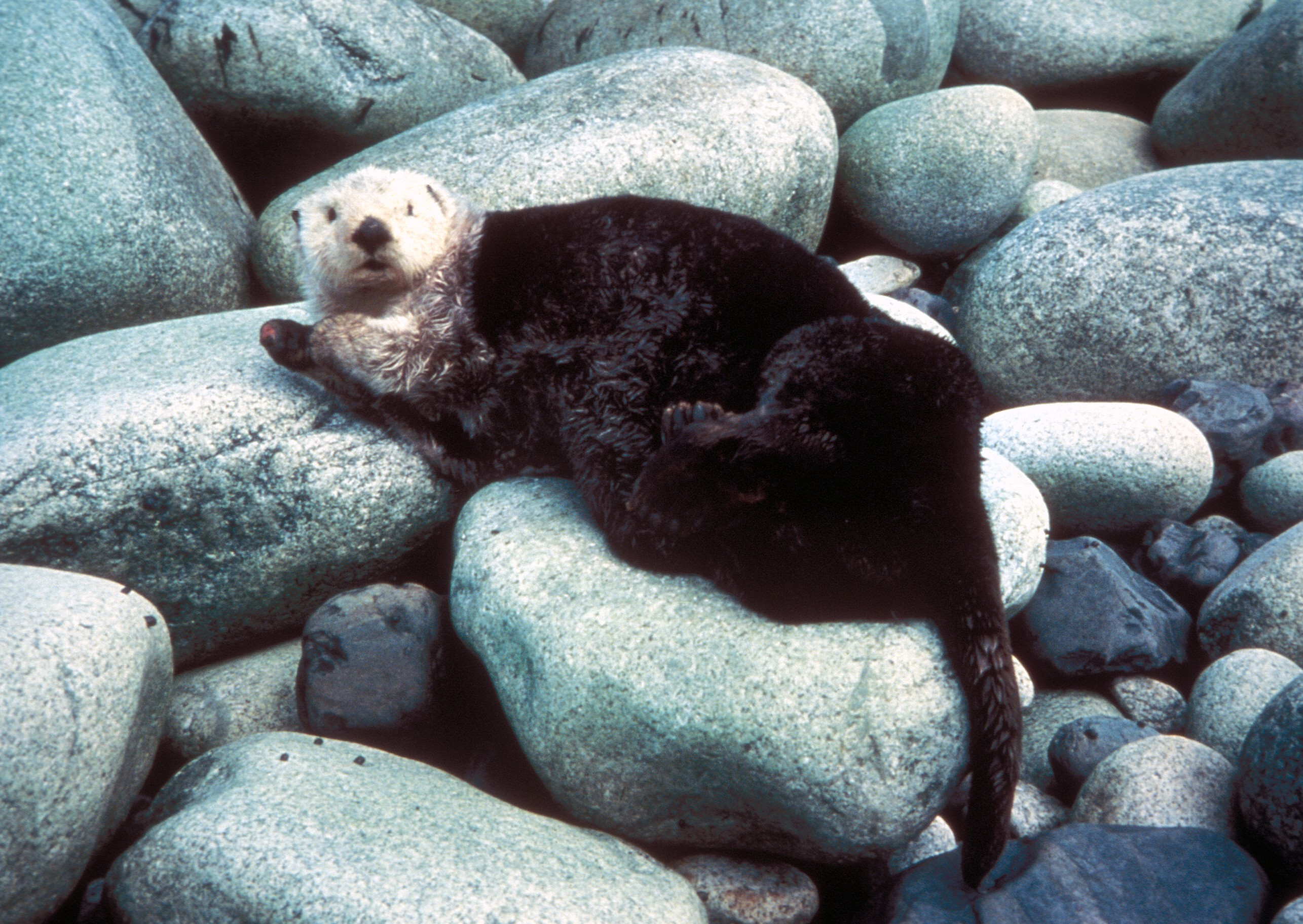
Калан на берегу

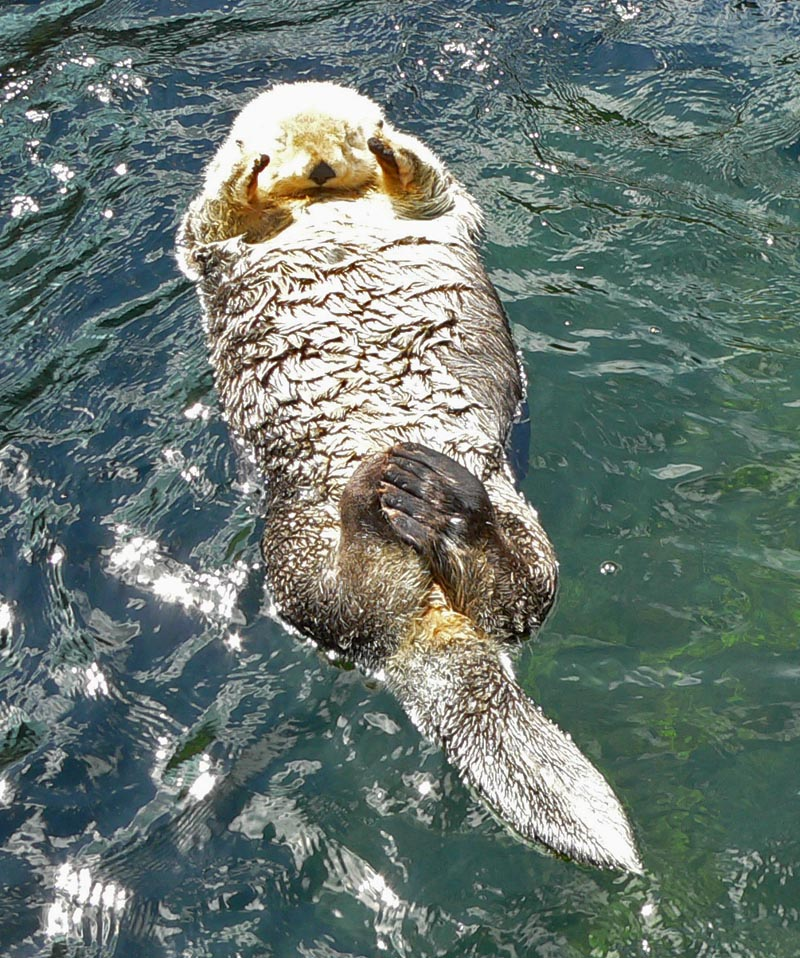
Калан на спине

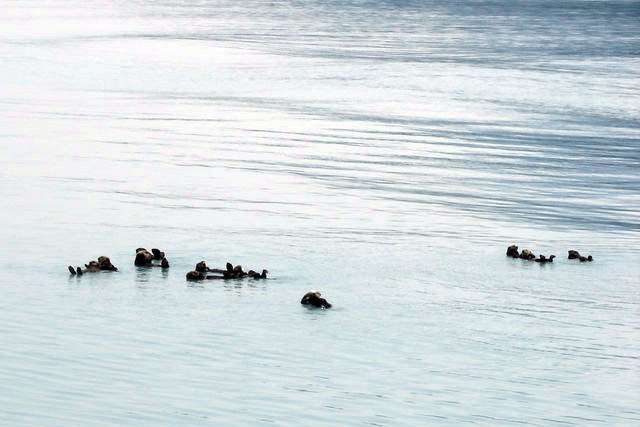
Группа каланов у побережья Калифорнии

Каланы ведут преимущественно дневной образ жизни, проводя большую часть времени в воде. Вероятно, что до начала массового истребления в XVIII веке каланы значительно чаще выходили на сушу, чем делают это теперь. В настоящее время каланы, живущие в труднодоступных для человека местах, например, на острове Медном, до сих пор ночуют на суше в 10—15 метрах от воды, особенно в штормовую погоду. При сильном волнении моря старые или больные животные часто выходят на берег, так как у них не хватает сил противостоять прибою. Кроме этого, самки северных каланов зачастую рожают детёнышей на суше: на берегу или на прибрежных камнях. С другой стороны, каланы, обитающие в районах, населённых человеком, например, калифорнийские каланы, редко выходят из воды. Устройство тела калана позволяет ему свободно спать в воде в положении лёжа на спине, так как лёгкие животного имеют увеличенные размеры и могут удерживать достаточно воздуха, чтобы животное легко сохраняло плавучесть. Именно водная среда для калана наиболее естественна и безопасна. Каланы более приспособлены для передвижения в воде, чем по суше, именно в воде животные предпочитают поедать добытую пищу. В тихую погоду каланы отплывают от берега на расстояние до 25 километров, во время штормов предпочитают держаться мелководья. Учёные, занимавшиеся отловом каланов для исследований и вольеров, отмечают, что отрезание калану, вышедшему на берег, пути возврата к воде вызывает у животного глубокую психологическую травму. Каланы крайне редко отходят от берега дальше, чем на 15—20 метров.
Каланы — исключительно дружелюбные животные как по отношению друг к другу, так и к окружающим животным, кроме тех, которые входят в их рацион. Каланы совершенно спокойно сожительствуют с морскими котиками, сивучами, тюленями, иногда разделяя с ними лёжки. Драки между этими животными — крайне редкое явление. Противостояние возникает в основном между территориальными самцами, однако в большинстве случаев носит символический характер. Каланы изначально дружелюбно и доверчиво относились к человеку, что сделало их лёгкой добычей охотников в период массового истребления. В XVIII—XIX веках человек, подходя к группе каланов, расположившихся на берегу, не вызывал у них беспокойства. Миролюбивость каланов, как предполагают учёные, связана с тем обстоятельством, что даже небольшие раны на теле у калана приводят к серьёзному повреждению мехового покрова, смачиванию пуховых волос и, как следствие, к смерти животного от переохлаждения.
Обитают каланы иногда поодиночке, но чаще небольшими группами без признаков какой-либо иерархической организации. Хотя ранние исследователи утверждали обратное, сейчас учёные сходятся на том, что явно выраженных вожаков у таких групп нет. Отдельные животные иногда покидают такие группы, иногда к группам присоединяются новички, причём новичков другие особи встречают добродушно, а не враждебно, как бывает у многих других видов млекопитающих. Сами такие группы, как правило, формируются сегрегированно и состоят либо из самцов, либо из одиноких самок, либо из самок с детёнышами. Какой-либо системности в передвижении таких групп каланов обнаружено не было. В течение дня группа каланов плавает на участке около 5,5 км², причём отдельные особи редко проплывают более 2 км за день. Какие-либо сезонные миграции у каланов отсутствуют. Самки каланов менее привязаны к определённому месту, чем территориальные самцы, группы не являются строго постоянными по составу животных. Формирование групп происходит в одних и тех же местах, наиболее удобных для отдыха. В летний период — обычно в наиболее плотных зарослях бурых водорослей. В группе, образованной самками и их детёнышами, зачастую присутствует только один самец (территориальный). Территориальные самцы могут обитать на одном и том же небольшом участке в течение нескольких лет. Самки не присоединяются к группам, организованным самцами. В составе групп и отдельно каланы-самцы иногда преодолевают очень значительные расстояния. Пока не известно, метят ли каланы территорию.
Типичный распорядок дня калана состоит из шести периодов:
1. Подъём с рассветом и немедленный комплекс ныряний для добывания пищи с перерывами на её поедание и на причёсывание меха. Этот период продолжается до 11—12 часов дня.
2. Первый дневной сон, длящийся 30—45 минут.
3. Очередной активный период, состоящий из ныряний за пищей и причёсываний. Кроме того, именно в это время каланы чаще заняты различными играми, в том числе сексуальными. Этот период продолжается до 15—16 часов дня.
4. Второй дневной сон, обычно продолжающийся более часа.
5. Последний дневной период активности, по своему характеру совпадающий с предыдущим: кормёжка, причёсывания, сексуальные игры.
6. С закатом солнца — глубокий сон до утра. Некоторые каланы иногда проводят этот период на суше, однако большинство особей даже ночной период проводят в воде.

Режимы активности каланов командорской популяции в «зимний» и «летний» периоды различаются. Каланам свойственна синхронизация активности независимо от времени года. Вероятно, она вызвана не высокой социальностью животных, а скорее всего является вынужденной, вызванной явлением прилив.
Регулярные расчёсывания необходимы каланам для поддержания остевых волос мехового покрова в идеально чистом состоянии. Загрязнение этих волос может привести к прямому контакту кожи животного с водой и, как следствие, к переохлаждению.
| |                                  |
| Каланы спят, держась за передние лапы | Калан заворачивается в водоросли |
| Распространено мнение, что каланы засыпают, держа друг друга за передние лапы или завернувшись в водоросли, чтобы их не уносило в открытое море (или не прибивало к берегу). |                                  |

Хотя каланы — в основном дневные животные, учёные изредка наблюдали резвящихся каланов во время светлых лунных ночей, а кроме того, во время массового истребления этих животных охотники иногда обнаруживали их попавшимися в сети в ночное время. Тем не менее, ночная активность у калана — явление очень редкое.

### Передвижение
Наблюдается разительное отличие между стилем передвижения калана на суше и в воде. На суше животное, как правило, выглядит очень неуклюже, ощущается, что ему тяжело передвигаться, а в водной среде калан находится в родной стихии, легко плавает, много и с удовольствием двигается, играет.
У каланов два принципиально разных способа передвижения по суше. Основной способ напоминает неуклюжее ползание: брюхо калана волочится по земле. Такой способ передвижения довольно медленный, и при этом способе животное оставляет в качестве следа неглубокую полукруглую борозду. Однако, если в этом есть необходимость, каланы могут передвигаться по суше быстро — вторым способом. Для этого животное очень сильно выгибает спину вверх, приближая друг к другу передние и задние конечности, и быстро движется, фактически бежит, стремительно перебирая лапами по земле. Каланы используют такой способ передвижения в случае опасности, когда нужно быстро вернуться в воду, но такая двигательная активность сильно утомляет животное. Каланы не могут передвигаться таким способом дольше, чем несколько минут.
В морской воде каланы чувствуют себя очень уверенно. Калан относительно быстро плавает. В поисках пищи он обычно движется со скоростью 5—6 км/ч, но максимальная скорость его движения равна 12—16 км/ч. Способен нырять на глубину до 50 метров, хотя абсолютный рекорд глубины ныряния у калана вероятно выше. Как правило, каланы ныряют за пищей на мелководье, оставаясь под водой около 40 секунд, однако в голодное время и в случае опасности могут проводить под водой до 5—8 минут. Каланы могут плавать как на животе, так и на спине. В дневное время животные довольно подвижны в воде, регулярно ныряют, резвятся.
Хотя рыба для каланов не является основной добычей, они зачастую охотятся за рыбой, особенно в летнее время. Однако способ преследования рыбы у калана отличается от способа охоты других выдр, которые более приспособлены к такой охоте. Особенность устройства зрения калана заключается в том, что его взгляд направлен вниз и вбок, а не вперёд, как у выдр, поэтому, преследуя в воде рыбу, калан в последний момент, чтобы схватить рыбу, вынужден под водой переворачиваться на спину, замедляя темп своего движения. Также не очень удобно каланам удерживать пойманную рыбу — обычно они вынуждены использовать для этого и зубы, и одновременно обе лапы.
В случае появления хищника (например, косаток) каланы, находящиеся в воде, как правило, замирают, пытаясь остаться незамеченными, а если это не удаётся, стараются выйти на берег. Наблюдались случаи, когда косатки выбрасывались на берег вслед за убегающими каланами.

### Органы чувств
Каланы обладают посредственным слухом и относительно плохо развитым обонянием, поэтому в своей жизни они больше полагаются на хорошо развитое зрение и осязание. Осязание у каланов развито настолько хорошо, что даже ослепшие особи в состоянии питаться, разыскивая пищу с помощью чувствительных подушечек передних лап и анализируя её вибриссами. Органы чувств каланов, тем не менее, плохо приспособлены для определения опасности, если они находятся на суше. Каланы на суше хорошо видят только на небольших расстояниях вокруг себя, а обоняние и слух для этой цели развиты недостаточно.

### Звуковые сигналы
Каланы издают разнообразные звуки, большинство из которых напоминают скорее писк. Такие звуки каланы используют, предупреждая друг друга об опасности, при сексуальных играх, при воспитании потомства. Звуки угрозы и предупреждений носят другой характер и скорее напоминают ворчание и шипение.

### Питание
Каланы ведут активный образ жизни, а кроме этого, они затрачивают много энергии на поддержание своей температуры тела (38 °C), проводя много времени в воде. В связи с этим каланам необходимо ежедневно съедать пищи в количестве 20—25 % от массы тела. Скорость метаболизма каланов в 8 раз выше, чем у сухопутных млекопитающих сходного размера. Таким образом, едят каланы часто и много.

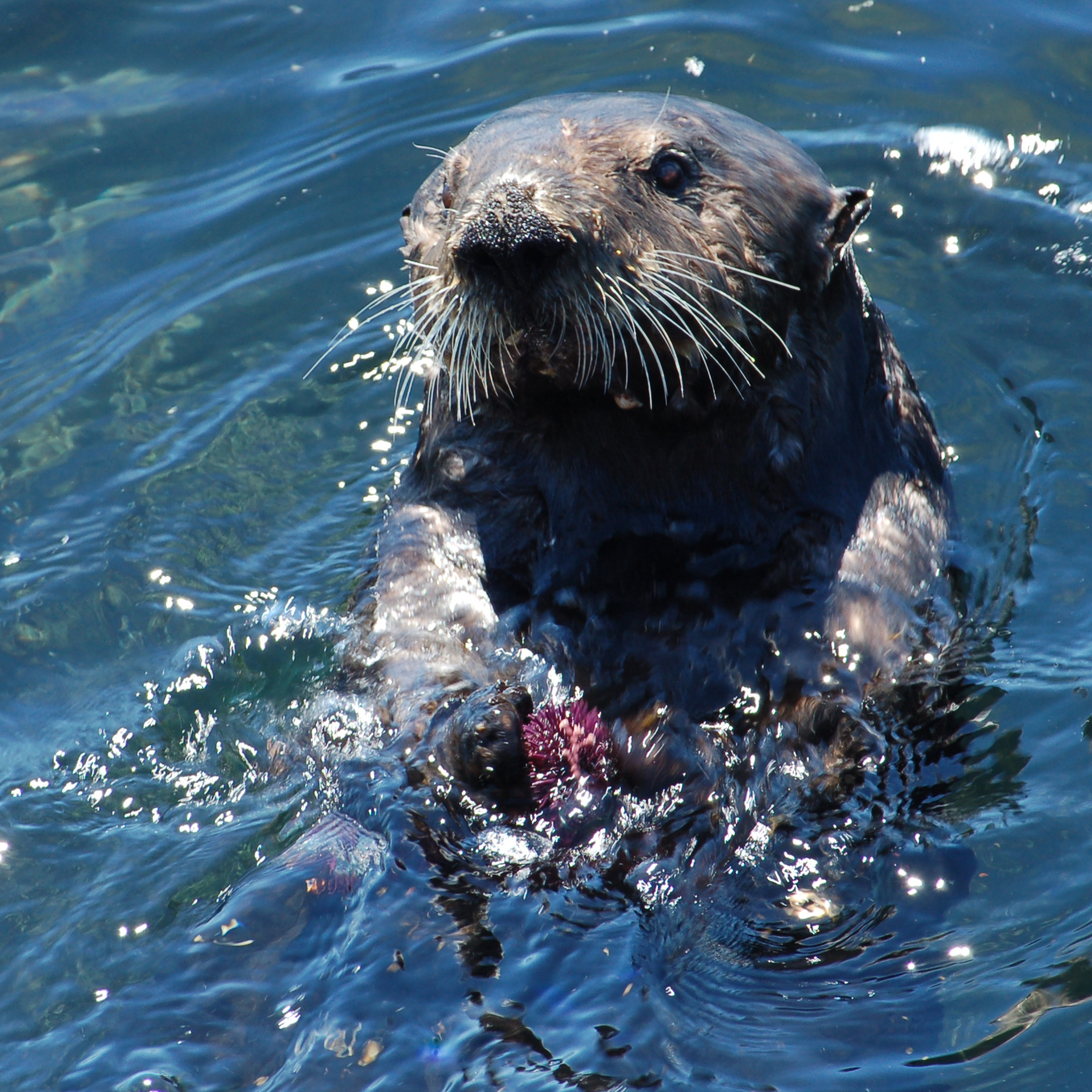
Калан с морским ежом в лапах

Рацион каланов зависит от места обитания, но всегда состоит главным образом из морских ежей, моллюсков и крабов. Обычно каланы ныряют за добычей на мелководье и собирают добычу со дна в своеобразный карман, образованный складкой шкуры и расположенный под левой передней лапой. (Такой же карман расположен и под правой лапой, но каланы им не пользуются, так как, по наблюдениям, они все правши.) Подобрав несколько экземпляров, каланы располагаются на спине на поверхности воды и методично достают по одному добытому экземпляру из кармана, раскрывают или разгрызают их, а затем поедают. Время от времени при этом калан переворачивается в воде на 360°, чтобы отчистить брюхо от объедков, причём карман от этой операции не опустошается. Такая операция важна для регулярного поддержания меха в чистоте.
Достав из воды недалеко от берега морского ежа, калан держит его у груди в передних лапах и плывёт на спине ко скалам или другим твёрдым объектам, разбивает о них его скорлупу и поедает икру.
Удивительной способностью обладают калифорнийские каланы: они используют камни (до 3,5 кг) для вскрытия твёрдых моллюсков. Каланы кладут камень на брюхо и бьют по нему моллюском со скоростью около трёх ударов в секунду до тех пор, пока моллюск не откроется. Каланы используют один и тот же камень многократно, сохраняя его в складках-карманах своей шкуры. Это обстоятельство делает каланов единственным представителем семейства куньих, использующим орудия, и одним из очень немногих животных-неприматов, которые обладают такими навыками. Долгое время считалось, что калан — единственное морское животное, использующее орудия, однако в настоящее время существует предположение о том, что бутылконосые дельфины используют губку при поисках пищи. Хотя камни в природе использует только калифорнийский подвид каланов, в неволе другие подвиды, подсаживаемые к калифорнийскому калану, быстро обучаются такому способу поедания моллюсков. Например, в зоопарке Ванкувера северный калан начал использовать камни для открытия моллюсков на третий день после «общения» с калифорнийскими каланами.
Универсальное устройство желудочно-кишечного тракта калана позволяет ему питаться разнообразной пищей. Действительно, в голодное время каланы иногда вынуждены охотиться даже на береговых птиц, а иногда, по наблюдениям охотников, питаться мясом павших животных, в особенности песцов.
Каланы пьют морскую воду, причём в бо́льших количествах, чем другие морские животные, что, возможно, связано с их рационом, содержащим большое количество белков.
Если калану попадается слишком большая добыча, которую он не в состоянии съесть за один присест, например, крупный морской краб, то калан засыпает с остатками добычи на животе и доедает её после сна.
Всего в рацион каланов входит более 40 видов морских животных — морские ежи и крабы, головоногие и брюхоногие моллюски, мидии, морские ушки, гребешки, хитоны, несколько видов рыб. В частности, северные каланы едят небольших осьминогов, избегая, однако, есть их головы.
|  |                                                                                       |  |                                                                                |  |
|  | Рацион обыкновенного калана (лат. Enhydra lutris lutris) по данным российских учёных. |  | Рацион северного калана (лат. Enhydra lutris kenyoni) по данным Карла Кеньона. |  |

### Размножение
Каланы не имеют выраженных брачных периодов, поэтому спаривание и рождение детёнышей происходит круглогодично. Некоторые учёные отмечают, тем не менее, несколько бо́льшую частоту спариваний в весеннее время в некоторых районах обитания.

#### Ухаживание

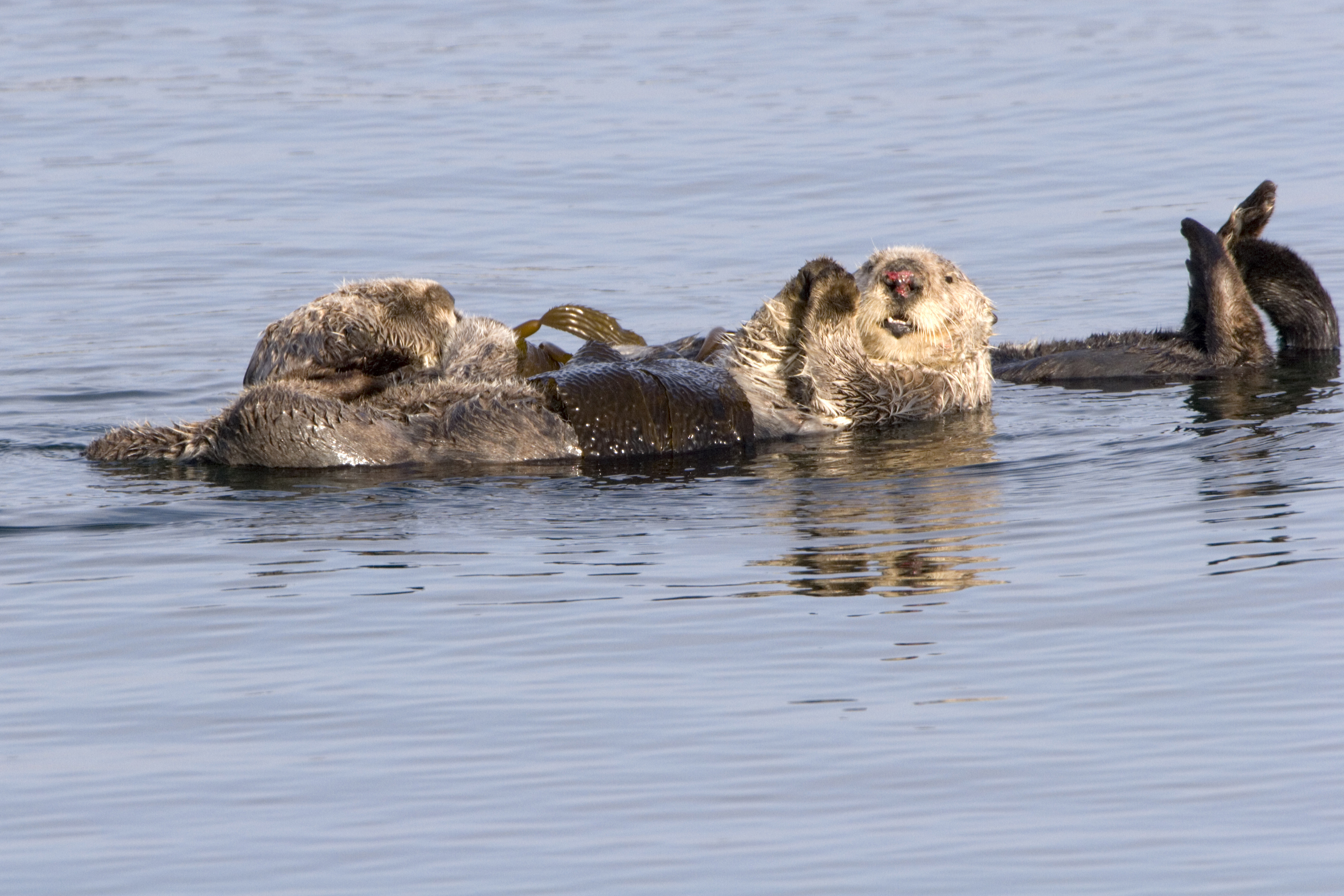
После спаривания, самка калана с кровоточащим носом.

Самцы каланов достигают половой зрелости к 5—6 годам (и сохраняют способность к воспроизводству до конца жизни), самки — обычно к 4 годам, реже к 2—3 годам. Ухаживание обычно проходит у каланов очень игриво и подвижно. Самка и самец в течение долгого времени плавают и ныряют друг за другом до тех пор, пока не начнётся непосредственный процесс спаривания. Само спаривание происходит всегда в воде, но в разных позах в разных районах обитания, однако характерным является то, что самец обязательно удерживает самку зубами за нос, причём спаривание завершается довольно болезненным укусом. В связи с этим у самок, имеющих опыт спаривания, на носу характерные шрамы. И во время ухаживания, и во время спаривания самец располагается в воде мордой вниз, иногда удерживая самку под водой (самка обычно сопротивляется). В связи с этим в некоторых случаях спаривание может быть летальным для самок, в связи с полученными травмами от укусов, когтей, или в результате утопления. Среди обследованных в 2000—2003 годах выловленных трупов причиной 11 % смертей были травмы, вызванные спариванием. Известны многочисленные случаи изнасилований каланами детёнышей тюленей, приводящие к смерти последних. Во многих случаях каланы продолжают совокупляться с трупом тюленёнка много дней после его смерти. «Семьи» каланов полигамны, то есть самец может одновременно оплодотворять нескольких самок. Самец остаётся с самкой на 3—5 дней и в течение этого времени охраняет её от конкурентов, однако противостояния между самцами почти никогда не выливаются в драки, а разрешаются на этапе угрожающих поз.

#### Беременность и роды
Беременность у самок калана наступает с задержкой, эмбрион вначале проходит латентную фазу, длящуюся 2—3 месяца, в течение которых он не прикрепляется к стенке матки (такой особенностью обладает около 100 различных видов млекопитающих; это позволяет организму матери выбрать наилучший в метаболическом отношении период для самой беременности). Непосредственно беременность длится ещё около 6 месяцев (7—8 месяцев у северных каланов; по другим данным — 8-9 месяцев).
Роды у самок большинства подвидов происходят на прибрежных камнях или на суше. В 99 % случаев рождается один детёныш («медведка»). В редких случаях рождаются двойни, однако при обычных обстоятельствах может выжить лишь один детёныш. Детёныши рождаются коричневато-жёлтого цвета, весом от 1,5 кг, покрытые детским пухом. У каланов распространены усыновления чужих детёнышей, поэтому второй детёныш из двойни может выжить, если его усыновит самка, детёныш которой погиб.

#### Воспитание потомства

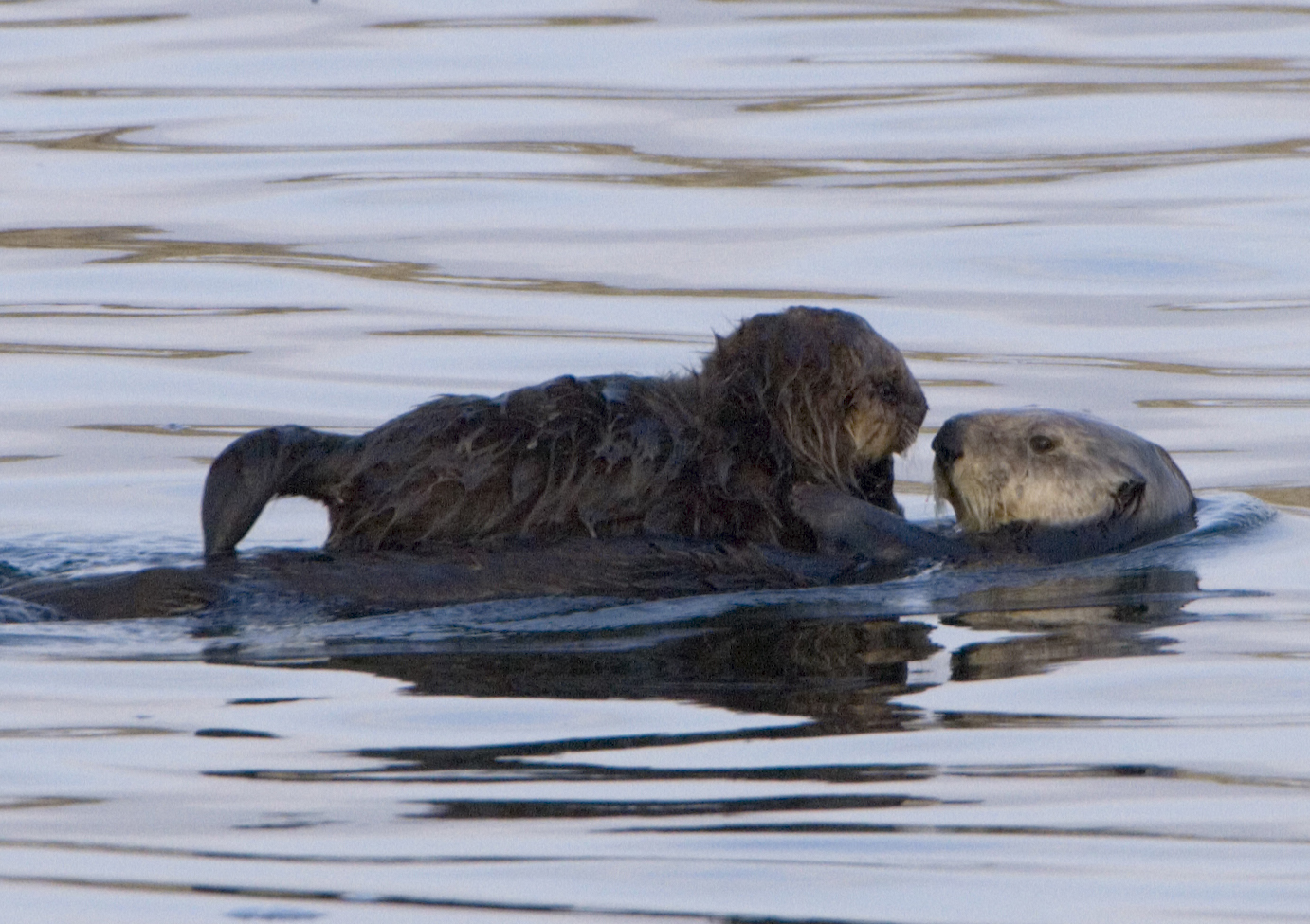
Маленький калан на груди у матери

Новорождённые каланы в течение нескольких месяцев не в состоянии выжить самостоятельно и полностью зависят от матери. Самцы не участвуют в воспитательных процессах и бросают самок через день-два после спаривания. Все первые месяцы жизни калана мать держит его у себя на животе, кормит, обучает и вычёсывает, лишь изредка оставляя малыша на камнях или на воде, пока она ныряет за кормом для себя. В эти моменты маленький калан встревоженно пищит, ожидая возвращения матери. Новорождённый калан может самостоятельно держаться на воде в положении на спине, как «поплавок», однако не в состоянии плавать, добывать себе пищу и не умеет причёсываться. Каланы полностью зависят от матери от 5 до 15 месяцев (в среднем 6 месяцев), детская смертность довольно высока: около 30 % детёнышей погибает в первый год жизни.
В течение первого месяца мать кормит детёныша исключительно собственным молоком, которое больше походит по составу на молоко других морских млекопитающих, чем на молоко других куньих, и содержит 23 % жира, 13 % белков и только 1 % лактозы. После этого она начинает понемногу прикармливать малыша «взрослой пищей». Постепенно мать обучает детёныша различным способам охоты, поеданию «правильной» пищи, расчёсыванию и другим навыкам.
Матери исключительно привязаны к своим детёнышам. В случае опасности мать в первую очередь проявляет заботу о малыше. Этим обстоятельством регулярно пользовались охотники на каланов во время их массового истребления: группы из матерей с новорождёнными становились их лёгкой добычей. Вот как описывает это Стеллер:

Любовь их к потомству так велика, что они ради него готовы подвергнуться явной смертельной опасности; лишившись детёнышей, они плачут во весь голос, точно маленькие дети, и убиваются до такой степени, что в течение десяти—четырнадцати дней, как мы наблюдали на ряде случаев, становятся худыми, как скелеты, болеют и слабеют и не желают уходить с берега в море. Во время бегства они держат сосунков зубами, а больших детёнышей гонят впереди себя.

Похожими воспоминаниями делится один из охотников Второй Камчатской экспедиции, Свен Ваксель:

К своим детёнышам они очень привязаны, и если нам случалось встретить на суше самку с детёнышем (ибо больше одного за раз они не имеют), то нам всегда удавалось убить их обоих вместе. Самка никогда не бросает своего детёныша, но старается подтащить его зубами с собой к воде, а иной раз детёныш уже настолько велик, что она едва в состоянии его поднять, сам же детёныш ничем сам себе не помогает, вследствие этого они оба лишь очень медленно подвигаются к воде, а потому, как сказано выше, обязательно попадают вместе в руки охотника.

Самки каланов нежно ласкают своих детёнышей, а в случае непослушания «награждают» шлепками. Наблюдатели единогласно описывают воспитание детёнышей у каланов антропоморфной терминологией из-за сходства многих его аспектов с человеческим поведением.

## Экологические аспекты

### Естественная среда обитания, роль в природе
Каланы играют очень важную роль в экологии океана, контролируя количество морских ежей. Бесконтрольное размножение этих беспозвоночных приводит к уничтожению морских водорослей, что, в свою очередь, имеет каскадный необратимый эффект для морской экосистемы. Удавшийся опыт по переселению каланов в Британскую Колумбию (где они обитали ранее, но были истреблены) имел огромный положительный эффект для экосистемы побережья.
Каланы поддерживают мирные отношения с большинством других морских млекопитающих, включая котика, нерпу, ларгу, тюленя и сивуча. Хотя калан выходит победителем даже из сражения с морскими котиками, которые вдвое превышают его по весу и размеру, в обычных природных условиях они не конфликтуют (охотники XVIII—XIX веков приводили многочисленные свидетельства победы каланов над котиками, если оба вида вместе попадались в охотничьи сети). Реальными врагами каланов являются три вида животных: косатка — основной охотник за каланами, полярная акула (лат. Somniousus microcephalus Bl.) и в некоторых районах бурые медведи, причём в последнее время полярная акула в Тихом океане уже не наблюдается.
Основной пищевой конкурент калана — ларга, частичные конкуренты — некоторые виды морских птиц и треска. Чайки часто выступают «нахлебниками» у каланов, подбирая добытых и распотрошённых ими моллюсков или остатки морских ежей и крабов. Старые и больные каланы часто выходят на берег, поэтому трупы этих животных часто оказываются на берегу. В естественных условиях санитарами, поедающими мёртвых каланов, выступают песцы и медведи.

### Массовое истребление XVIII—XIX веков
Исторически Российская империя активно участвовала в торговле пушниной. Ещё со времён Киевской Руси на территории будущего княжества Московского обитали восточно-славянские племена, специализировавшиеся на звероловстве, что было связано с природными особенностями местности. С XVI века в связи с возникновением торговли с Европой важнейшей статьёй дохода казны России становится пушнина. В связи с этим российское правительство предпринимало ряд регулярных и целенаправленных усилий по экспансии на восток, расширяя ареал охоты на различных животных, обладающих ценным мехом. В середине XVIII века, после присоединения Камчатки, морские офицеры Витус Беринг и Алексей Чириков получили задание картографировать восточный берег Камчатки и исследовать возможные морские пути в Америку и Японию. Во время Второй Камчатской экспедиции в 1740 году судно Беринга потерпело крушение на одном из Командорских островов, и его команда была вынуждена провести на этом острове зиму. За время зимовки моряки регулярно охотились на «морского бобра» — калана, который в то время чрезвычайно доверчиво и дружелюбно относился к человеку и становился лёгкой добычей. Экспедиция через год доставила в Санкт-Петербург свыше 900 шкурок каланов, добытых на острове Беринга. Мех калана, поступивший, в частности, на аукционы Лондона, за свои прекрасные качества был немедленно очень высоко оценён в Европе, и добытые шкурки окупили всю экспедицию. С этого момента начался регулярный и бесконтрольный отлов каланов по всей зоне их обитания: на Командорских островах, на Камчатке, на Курильских островах и на Аляске. В 1799 году с целью расширения добычи меха калана и контроля над поступлениями доходов в государственную казну была образована специальная полугосударственная Русско-американская компания, специализировавшаяся на добыче пушнины. Компания получила в качестве надела западное побережье Америки от Алеутских островов до Калифорнии, а также большие участки на восточном побережье Евразии для охоты. Русско-Американская компания основывала форты в наиболее благоприятных для охоты местах и организовывала транспортировку добытых шкурок в Европу, Азию и Россию.
С другой стороны, III экспедиция Джеймса Кука, которая исследовала Аляску в поисках северного пути из Тихого океана в Атлантический, добыла несколько шкурок калана в 1778 году. На обратном пути, в 1779 году, Кук погиб на Гавайских островах, однако его команда, зайдя в китайский порт Кантон, выяснила, что китайцы согласны платить за шкурки каланов огромные деньги. После распространения этого известия к истреблению каланов подключились англичане и американцы.
Русские, англичане, американцы и японцы столкнулись в жестокой борьбе за шкурки каланов и в течение более 100 лет буквально опустошали места обитания зверя. В конце XIX века на Камчатке, например, уже не могли найти ни одного калана, камчатские топонимы Бобровое море, речка Каланка и другие были забыты. К началу XX века популяция калана настолько снизилась, что его добыча стала очень затруднительной. Японцы, например, в начале XX века использовали уже совершенно отчаянные способы добычи зверя, обливая большие участки воды и прибрежной полосы нефтью, керосином или креозотом, таким образом сгоняя каланов в расставленные сети. Каланы сохранились лишь в тех местах, где были трудно досягаемы для человека из-за погодных и мореходных условий. В начале XX века наибольшая популяция каланов сохранилась на труднодоступном, скалистом и необитаемом острове Медный.
| |  | |
| Добыча каланов на Командорских островах в штуках в период с 1870 по 1924 годы (по материалам архива Командорских промыслов). |  | Поступление шкурок каланов на аукционы Лондона в период с 1871 по 1910 годы в тысячах штук (по биржевым материалам). |

В результате массового истребления каланов за 130 лет к началу XX века популяция животного сократилась с нескольких сот тысяч особей до менее чем двух тысяч каланов, разбросанных мелкими группками по огромной территории.

### Охрана каланов
В 1911 году, когда всем участникам «большой охоты» стало очевидно, что положение каланов стало катастрофическим, наконец, было подписано первое международное соглашение о запрете охоты на каланов (англ. Fur Seal Treaty). В 1913 году был создан первый заповедник для охраны места обитания калана (в США на Алеутских островах). СССР запретил охоту на каланов в 1926 году, а Япония — окончательно в 1946 году. В 1972 году был принят международный Закон об охране морских млекопитающих, который ещё более ужесточил международное право в этом вопросе. Охота на каланов, таким образом, была запрещена во всех регионах мира. Благодаря принятым мерам с середины XX века численность каланов ежегодно возрастала на 15 %, достигнув к 1990 году примерно пятой части от первоначального размера. С 1990 по 2007 год численность практически не росла.

### Современные экологические проблемы

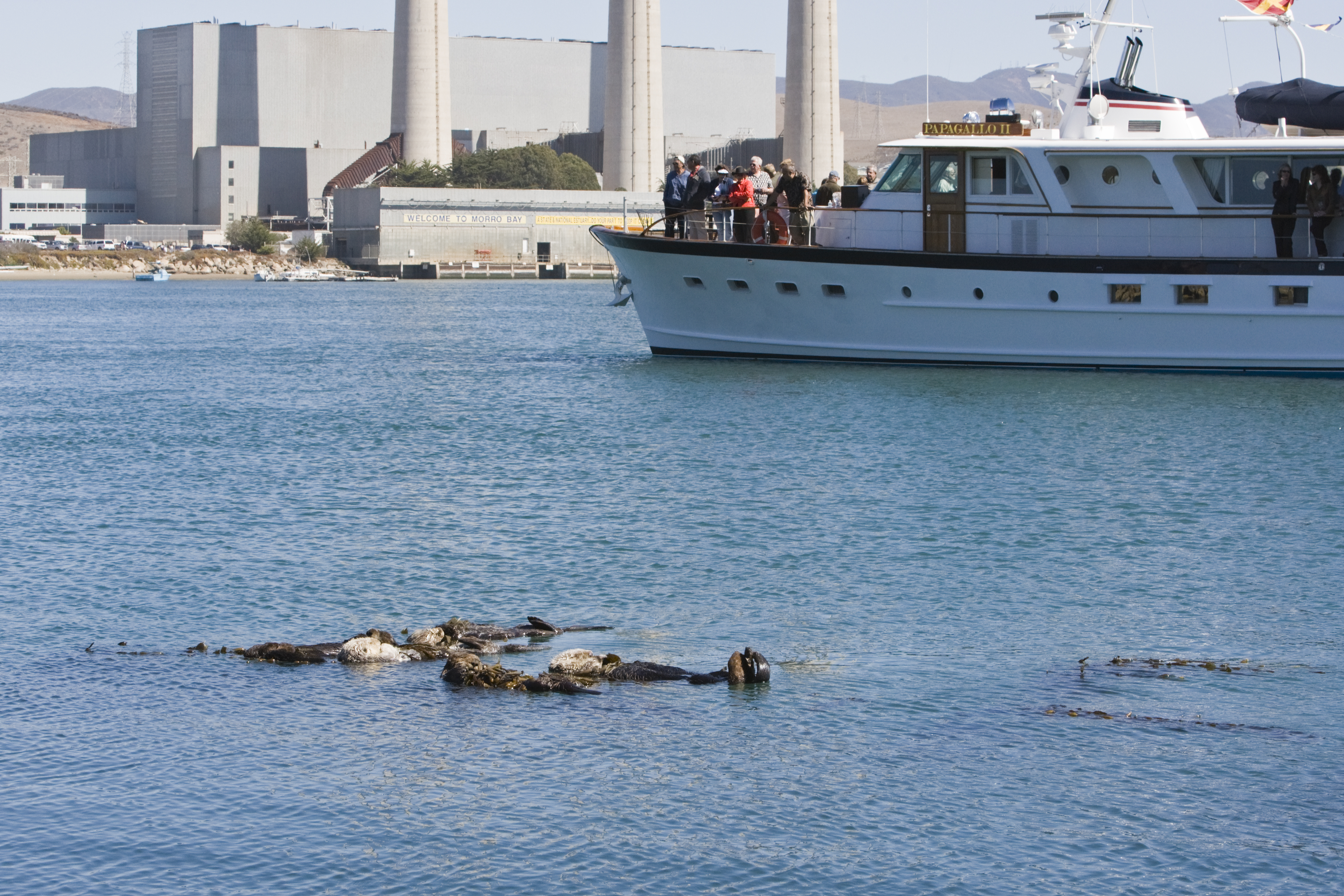
Каланы в современных условиях прибрежной Калифорнии

Несмотря на меры, предпринятые для прекращения охоты на каланов, в настоящий момент популяция каланов перестала увеличиваться. Причиной этому, по мнению учёных, является ряд экологических проблем. Плотность населения людей в местах обитания каланов регулярно возрастает, увеличивается число техногенных рисков.

#### Разливы нефти
Разливы нефти, вызванные обычно авариями на танкерах, представляют исключительную опасность для каланов. Даже очень малое количество нефти, попавшее в воду, приводит к тому, что остевые волосы меха каланов слипаются, нижний пуховой слой смачивается и животные умирают от переохлаждения. Кроме этого, разливы нефти имеют много других негативных последствий и вызывают отравление пищи каланов, имеют прямое негативное воздействие на печень, почки, глаза животных.
Например, после аварии танкера нефтяной компании Exxon в 1989 году у побережья Аляски было загрязнено место обитания одной из крупнейших колонии северных каланов — около 4000 особей. Около тысячи каланов погибли сразу, остальных множество добровольцев пытались спасти, отмывая их вручную от остатков нефти, а также давая им витамины и лекарства, защищающие их от простуды. Однако, несмотря на все предпринятые колоссальные усилия, лишь единицы из 4 тысяч животных выжили после этой аварии. Последствия этого разлива до сих пор негативно сказываются на популяции каланов в регионе.

#### Загрязнение окружающей среды и болезни
Продолжающееся загрязнение окружающей среды негативно сказывается на каланах как непосредственно, так и косвенно, загрязняя и уничтожая их пищу. Кроме этого, особенность спаривания каланов, связанная с открытыми ранами на носу у самок, приводит к тому, что каланы легко заражаются возбудителями различных инфекционных заболеваний, если они попадают в морскую воду. В период с 1992 по 2002 год более 40 % каланов погибли от различных инфекций. Один из таких возбудителей регулярно попадает в море из-за высокой плотности расселения домашних кошек. Кошки переносят в себе паразитический микроорганизм Toxoplasma gondii, который попадает в сточные воды с их экскрементами, а для многих каланов этот микроорганизм смертельно опасен.

#### Проблема генетического разнообразия

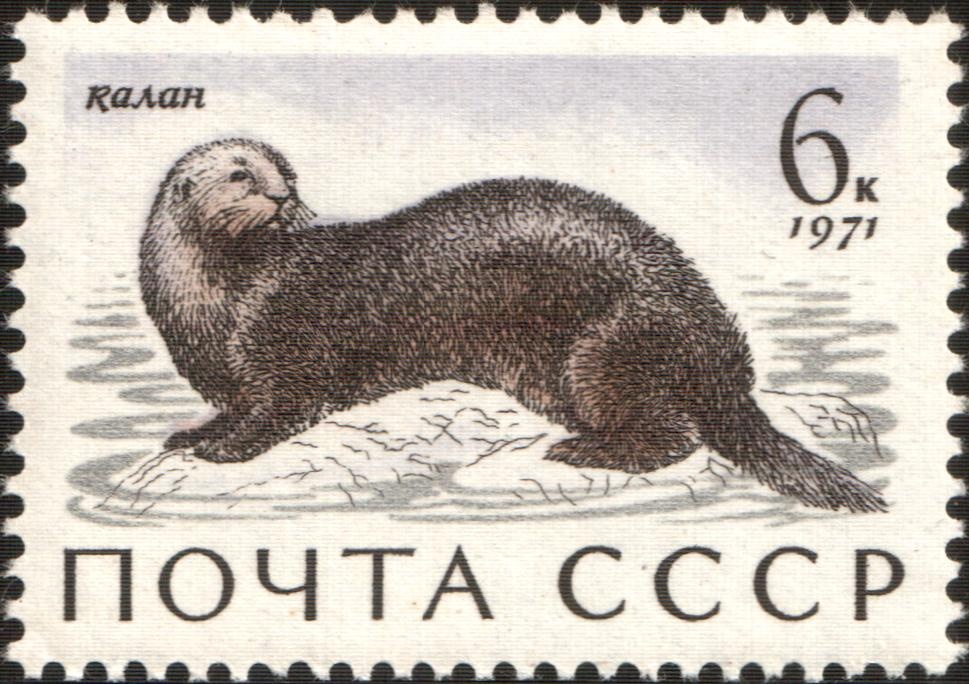
Марка СССРː Калан. Серияː Млекопитающие - обитатели морей и океанов, омывающих территорию России

В качестве ещё одного фактора, увеличивающего смертность среди каланов, учёные называют резкое снижение генетического разнообразия популяции, связанное с массовым истреблением XVIII—XIX веков. Исследователи пришли к выводу, что многие гены современных каланов имеют лишь несколько аллелей, в то время как те же гены в популяции 300-летней давности имели десятки аллелей. Уменьшение генетического разнообразия популяции снижает приспособляемость каланов к различным негативным факторам и снижает их иммунитет.
Учёные заметили, что многие колонии каланов восстановились после истребления лишь из нескольких особей. Так, например, весь подвид калифорнийского калана считался полностью истреблённым ещё в конце XIX века, однако в 1938 году люди неожиданно обнаружили этих каланов в Калифорнии. Учёные предполагают, что всего в начале XX века сохранилось менее 2000 каланов.

#### Другие проблемы
Хотя часть подобных усилий имела успех, многие попытки (особенно в семидесятых — восьмидесятых годах XX века) искусственного переселения каланов в исконные места обитания, где до этого они были истреблены, приводили к массовой гибели животных. Экологам не сразу удалось подобрать безопасные условия для транспортировки животных, а также верно оценивать возможность каланов прижиться на новом месте.
Пострадали каланы и от ядерных испытаний на Аляске, проводимых США на острове Амчитка (один из Алеутских островов) в районе между 51°21′ с. ш. 178°37′ в. д. и 51°39′ с. ш. 179°29′ в. д. в шестидесятые — семидесятые годы XX века. После каждого испытания смертность каланов в регионе резко возрастала, у животных, погибших от последствий ядерных взрывов, были повреждены лёгкие, сердце, мозг.

## Каланы в культуре человека
Племена камчадалов, алеутов и айнов, которые изначально проживали в местах обитания каланов, включали этих животных в свою культуру и фольклор, часто приписывая каланам происхождение от человека. Например, в алеутском фольклоре есть легенда о двух влюблённых, бросившихся в море и обратившихся в каланов. Имеются даже указания на существование в прошлом у северных народов культа калана. Учёные связывают это с тем обстоятельством, что в повадках каланов есть много особенностей, делающих этих животных немного схожими с людьми. Многие исследователи каланов систематически использовали антропоморфную терминологию для описания этих животных. Например, каланы «флегматичны», «массируют лапами грудь», «почёсывают затылок», «жалобно пищат», «причёсываются» и т. д. Большую роль здесь также играет то обстоятельство, что каланы первоначально не боялись людей и исключительно доброжелательно к ним относились, а также развитая у них взаимопомощь, особенно проявляющаяся при заботе о потомстве.
|  | |  |  |
|  | |  |  |
|  | |  |  |
|  | Слева — алеутский амулет в виде самки калана с детёнышем. Вверху — сцена морской охоты на калана алеутскими охотниками: изображение сделано на древке охотничьего копья. Изображениям каланов алеуты приписывали магические свойства. Оба экспоната хранятся в Музее антропологии и этнографии имени Петра Великого Российской академии наук. |  |  |

В период массового истребления каланов (в XVIII—XIX веках) в человеческую культуру в основном входил исключительно мех животного и изделия из него. Например, знаменитая накидка Екатерины II была сделана из меха каланов, а Евгений Онегин в поэме Пушкина пользовался одеждой, вероятнее всего, из меха калана: «Морозной пылью серебрится Его бобровый воротник».
С середины XX века каланы, в основном в западной культуре, стали героями многочисленных детских произведений.
Калан изображён на гербе Северо-Курильского городского округа.